# Kostel svatého Jakuba Většího (Košťálov)
Římskokatolický filiální kostel svatého Jakuba Většího v Košťálově byl původně gotický kostel, který byl přestavěn na barokní. Leží v samotném centru obce Košťálov a je obklopen ze všech stran hřbitovem. Jedná se o plochostropou jednolodní stavbu s obdélným půdorysem, jenž má na západním průčelí předsazenou hranolovou věž s dvěma zvony, která nedávno prošla rekonstrukcí a jehož kazatelnu zdobí obrazy evangelistů.

## Historie
Ve 14. století byl založen gotický kostel svatého Jakuba Většího, roku 1717 byl kostel přestavěn na barokní. V roce 1722 byla ke kostelu přistavěna předsazená hranolová věž se dvěma zvony a v roce 1820 bylo před hřbitovní zeď umístěno sousoší Kalvárie od místního sochaře Jana Culíka. V roce 1836 byly do kostela pořízeny varhany. Roku 1914 byly rekvírovány zvony.

### Duchovní správci
- 1956–1991 R.D. Josef Švejda (11. ledna 1921 – 4. prosince 1991) (administrátor)
- 1991–2006 R.D. Václav Hušek (19. dubna 1939 – 16. dubna 2017) (administrátor excurrendo)
- 2006–současnost R.D. Mgr. Evermod Jan Sládek, O.Praem (administrátor excurrendo)

## Užívání
V kostele se nekonají pravidelně žádné bohoslužby. V letech 2017 a 2018 se v kostele konal Český varhanní festival, který se každoročně koná již od roku 2007.

## Zvony
Předsazená hranolová věž má celkem dva staré zvony. Starší z nich pochází z roku 1378 a tím se řadí mezi nejstarší zvony v České republice.

## Varhany
Varhany ve filiálním kostele sv. Jakuba v Košťálově postavili v roce 1838 bratři Ignác Prediger z Albrechtic a Franz Wenzel. Varhany byly vytvořeny pro tehdejší klasicistní a barokní účely a sloužily především pro hraní chrámové hudby v menších kostelích. Ovšem v druhé polovině 19. století přestal být zastaralý princip varhan vhodný pro většinu tehdejších moderních hudebníků, a proto byl roku 1898 pozván stavitel varhan v Lomnici nad Popelkou Josef Kobrle, aby varhany předělal pro moderní účely.
Na počátku 20. století postihl kostel rekvizice jako mnoha dalších kostelů na území České republiky a došlo k zabrání největších varhanních píšťal pro vojenské účely a od té doby začaly varhany pomalu zanikat až do roku 1999, kdy byly kompletně vyčištěny a opraveny do původního stavu.